# QGIS
QGIS (do verze 2.0 označovaný také jako Quantum GIS) je svobodný a multiplatformní geografický informační systém (GIS).

## Historie
Vývoj, který započal roku 2002 Gary Sherman, zajišťuje skupina dobrovolníků, verze s označením 1.0 vyšla 5. ledna 2009, verze 2.0 pak 8. září 2013. V březnu 2008 byl QGIS zařazen mezi projekty Open Source Geospatial Foundation.

## Charakteristika
QGIS je psán v jazyku C++, grafické uživatelské rozhraní je postaveno na knihovně Qt. Zásuvné moduly je možno vytvářet v C++ nebo Pythonu. Kromě desktopové a serverové verze je připravována také mobilní aplikace pro Android (v roce 2016 označovaná jako beta).
QGIS umožňuje zejména prohlížení, tvorbu a editaci rastrových a vektorových geodat, zpracování GPS dat a tvorbu mapových výstupů. Funkčnost rozšiřují zásuvné moduly, z pohledu analýz geografických dat je významný modul zpřístupňující funkce GRASS GIS – QGIS tak může sloužit jako jeho nadstavba.

## Použití
QGIS je používán ve veřejném i soukromém sektoru, například orgány švýcarského kantonu Solothurn nebo rakouské spolkové země Vorarlbersko.

## Historie verzí
Od verze 0.8.1 do 1.5.0 se vydání označovala jmény měsíců Jupitera (vyšly verze nazvané Io, Ganymede, Metis, Kore) nebo Saturnu (Titan, Pan, Daphnis, Mimas, Enceladus). Pozdější verze jsou pojmenovávány především podle míst, kde se konala setkání vývojářů.
Od řady 2.0 jsou nové verze zveřejňovány pravidelně ve čtyřměsíčních intervalech. Počínaje verzí 2.8 je každá třetí z nich označena jako LTR (long term release). Tyto verze jsou podporovány po dobu jednoho roku (déle než běžné verze) a jsou v nich pouze opravovány chyby, nejsou přidávány nové nástroje. Jsou proto vhodné pro firemní a jiná prostředí, kde přechod na novou (potenciálně chybovou) verzi každých několik měsíců způsobuje komplikace, například z pohledu školení zaměstnanců.
| Číslo  | Označení         | Datum vydání       |
| ------ | ---------------- | ------------------ |
| 1.0.0  | Kore             | 5. ledna 2009      |
| 1.1.0  | Pan              | 12. května 2009    |
| 1.2.0  | Daphnis          | 1. září 2009       |
| 1.3.0  | Mimas            | 20. září 2009      |
| 1.4.0  | Enceladus        | 10. ledna 2010     |
| 1.5.0  | Tethys           | 29. července 2010  |
| 1.6.0  | Copiapó          | 27. listopadu 2010 |
| 1.7.0  | Wroclaw          | 19. června 2011    |
| 1.8.0  | Lisboa           | 21. června 2012    |
| 2.0.0  | Dufour           | 8. září 2013       |
| 2.2    | Valmiera         | 22. února 2014     |
| 2.4    | Chugiak          | 27. června 2014    |
| 2.6    | Brighton         | 1. listopadu 2014  |
| 2.8    | Wien LTR         | 20. února 2015     |
| 2.10   | Pisa             | 26. června 2015    |
| 2.12   | Lyon             | 23. října 2015     |
| 2.14.  | Essen LTR        | 29. února 2016     |
| 2.16   | Nødebo           | 8. července 2016   |
| 2.18   | Las Palmas LTR   | 21. října 2016     |
| 3.0    | Girona           | 23. února 2018     |
| 3.2    | Bonn             | 24. června 2018    |
| 3.4.15 | Madeira LTR      | 26. října 2018     |
| 3.6    | Noosa            | 22. února 2019     |
| 3.8    | Zanzibar         | 21. června 2019    |
| 3.10.2 | A Coruña         | 17. ledna 2020     |
| 3.20   | Odense           | 18. června 2021    |
| 3.22   | Białowieża LTR   | 22. října 2021     |
| 3.24   | Tistler          | 18. února 2022     |
| 3.26   | Buenos Aires     | 17. června 2022    |
| 3.28   | Firenze LTR      | 21. října 2022     |
| 3.30   | 's-Hertogenbosch | 3. března 2023     |
| 3.32   | Lima             | 23. června 2023    |
| 3.34   | Prizren LTR      | 27. října 2023     |
| 3.36   | Maidenhead       | 23. února 2024     |
| 3.38   | Grenoble         | 21. června 2024    |
| 3.40   | Bratislava       | 25. října 2024     |